# 大克里克 (愛達荷州)
大克里克（英語：Big Creek）是位於美國愛達荷州肖肖尼縣的一個非建制地區。

## 地理
大克里克的座標為47°30′52″N 116°04′02″W / 47.51444°N 116.06722°W，而該地的平均海拔高度為1519米（即4984英尺）。